# Güzelpınar (Nazımiye)
Güzelpınar (türkisch für schöne Quelle) (kurd. Hosum oder Hosim) ist ein Dorf im Landkreis Nazımiye der türkischen Provinz Tunceli. Güzelpınar liegt ca. 2 km östlich der Kreisstadt Nazımiye.
Güzelpınar ist Teil des zentralen Bucak Nazımiye und hatte 1985 insgesamt 281 Einwohner. Im Jahre 2011 lebten dort  noch 81 Menschen.
Der ursprüngliche Dorfname lautet Hosum. Dieser Name ist armenischen Ursprungs.